# Akrokorint
Akrokorint (grško Ακροκόρινθος, Predloga:Literal translation 'Zgornji Korint' ali 'akropola starega Korinta'}}) je monolitna skala in trdnjava nad starodavnim grškim mestom Korint na Korintski ožini. Akrokorint naj bi bil najbolj impresivna akropola v celinski Grčiji.
Trdnjava Akrokorint s stalnim izvirom pitne vode je bila večkrat zadnja obrambna črta južne Grčije, ker je obvladovala Korintsko ožino in preprečevala vdor sovražnika po kopnem na polotok Peloponez.

## Zgodovina
Akrokorint je bil neprekinjeno naseljen od arhaičnih časov do začetka 19. stoletja. Skupaj z Demetriado in Halkido je v helenističnem obdobju tvoril enega od tako imenovanih "okovov Grčije" – treh trdnjav z makedonskimi posadkami, ki so zagotavljale nadzor makedonskih kraljev nad grškimi mestnimi državami.  
Arhaična mestna akropola je bila že zaradi svoje geomorfologije lahko ubranljiva. Ko je v bizantinskem obdobju postala sedež strategov Helaške téme in kasneje Peloponeza, je bila dodatno utrjena. Leo Sgouros je akropolo tri leta branil pred križarji. Trdnjava je kasneje prišla v last Ahajske kneževine, Benečanov in  Osmanskega cesarstva.  
Obrambo akropole so tvorila tri obzidja. Na najvišjem vrhu mesta je bil Afroditin tempelj, kasneje spremenjen v cerkev in v osmanskem obdobju v mošejo.  
Arheološka izkopavanja na akropoli so se začela leta 1929. Trenutno je ena od najpomembnejših srednjeveških trdnjav v Grčiji.

## Miti in legende
V korintskem mitu je bil Briarej, eden od Hekatonhirjev (mitološka bitja), razsodnik v sporu med Pozejdonom in Heliosom - morjem in soncem. Njegova sodba je bila, da Korintska ožina pripada Pozejdonu in akropola v Korintu (Akrokorint) pa Heliosu.
Znotraj mestnega obzidja je izvir Zgornja Pirena. Zanj pravijo, da je bil Azopovo darilo Sizifu. Slednji je vedel, tako pravi legenda, da je Zevs navdušil Azopovo hčer Egino, vendar ni hotel razkriti, kje je, dokler ni dobil v dar izvira na Akrokorintu.
- Akrokorint potem, ko so ga obnovili Benečani
- Spodnje obzidje, v ozadju Korintski zaliv
- Notranja (druga) zahodna vrata
- Apolonov tempelj, v ozadju Akrokorint